# حكمت ميرزاييف
حكمت عزات أغلو ميرزاييف (بالأذرية: Hikmət Mirzəyev) -  فريق  للوات المسلحة الأذربيجانية، قائد للقوات الخاصة، من قادة العمليات العسكرية في قاراباغ في أبريل لعام 2016 وعام 2020.
قائد عماليات تحرير مدينة جبرائل من ألإحتلال مستمرا 27 عاما. فقائد عملية تحرير مدينة شوشا.

## حياته ونشاته
ولد حكمت ميرزاييف في مدينة بيلاسوفار. في 17 أكتوبر عام 2020 كان يمنح رئيس جمهورية أذربيجان إلهام علييف  لواء حكمت ميرزاييف كرتبة عسكرية برتبة  فريق.

حكمت ميرزاييف هو يحمل رتبة عسكرية  مقدم من الفترات الزعيم الوطني حيدر علييف.
في 19 يناير عام 2020 وكان حيدر علييف نفسه هو من منحه برتبة عقيد. حصل حكمت ميرزاييف على رتبة  عقيد بموجب القرار من رئيس جمهورية أذربيجان السابق حيدر علييف.
بالإضافة إلى تم تكريم حكمت ميرزاييف بمدالية «للشجاعة» للخدماته الخاصة في حماية استقلال أذربيجان ووحدة أراضيها، وتميزه في أداء واجباته الرسمية والمهام الموكلة للوحدة العسكرية في 24 يونيو عام 2003.
في 24 يونيو عام 2015 منحت حكمت ميرزاييف بوسام «من أجل الوطن» الدرجة الثالثة بموجب القرار من القائد الأعلى للقوات المسلحة إلهام علييف.
حكمت ميرزاييف هو من قادة القتال للعمليات العسكرية في قاراباغ في أبريل 2016 وفي سبتمبر 2020.
فقبل ذلك كان يرأس ميرزاييف إلى عمليات التحرير لمدينة جبرائل.بهذا الصدد اتصل الرئيس الأذربيجاني هاتفيا وهنّأه. لاحقا حصل حكمت ميرزاييف على رتبة  فريق بموجب القرار من الرئيس الأذربيجاني في 17 أكتوبر.
في 9 ديسمبر عام 2020 مُنح حكمت ميرزاييف بلقب «بطل الحرب الوطنية» بأمر من رئيس جمهورية أذربيجان.